# Germán Palacios
Germán Ignacio Palacios (ur. 30 maja 1963 w Buenos Aires) – argentyński aktor telewizyjny, teatralny i filmowy.

## Filmografia

### Filmy fabularne
- 1984: Pasajeros de una pesadilla
- 1986: Sostenido en La menor
- 1986: Te amo
- 1988: El Color escondido jako fotograf
- 1989: Apartament zero (Apartment Zero) jako członek grupy politycznej
- 1996: Besos en la frente jako Bohater filmu
- 1996: Geisha jako Julio
- 1997: El Sueño de los héroes jako Emilio Gauna
- 2006: Posdata
- 2006: Las Vidas posibles jako Luciano
- 2006: Posdata
- 2006: Las Vidas posibles jako Luciano
- 2007: XXY jako sławny chirurg plastyczny Ramiro

### Telenowele/seriale TV
- 1986: La Viuda blanca jako Gustavo
- 1986: Amor prohibido
- 1991: Celeste jako Enzo Ferrero
- 1991: La Banda del Golden Rocket jako Germán
- 2000: Finałowa minuta (Tiempofinal)
- 2008-2009: Herederos Andrés

### Filmy krótkometrażowe
- 2002: Tumberos jako Ulises Parodi